# Regiunile Thailandei
Thailanda este divizată variabil într-un număr de regiuni, cele mai notabile fiind sistemul de diviziune în 6 regiuni, utilizat în studii geografice, și sistemul de diviziune în 4 regiuni coexistent în trecut alături de sistemul de diviziune administrativă Monthon  utilizat de către Ministerul de Interne al Thailandei. Regiunile sunt cele mai mari subdiviziuni ale Thailandei, însă, în contrast cu divizarea administrativă în provincii (changwat), regiunile nu au un caracter administrativ, și sunt utilizate doar în scopuri statistice, geografice, geologice, meteorologice sau turistice.

## Sisteme de grupare
Sistemul de 6 regiuni datează din 1935 și este de obicei utilizat în scopuri geografice și științifice. El a fost oficializat în 1977 de Comitetul Geografic Național, care a fost instituit de către Consiliul Național de Cercetare. Conform sistemului țara este împărțită în următoarele regiuni:
- Thailanda de Nord
- Thailanda de Nord-Est
- Thailanda de Vest
- Thailanda Centrală
- Thailanda de Est
- Thailanda de Sud

Sistemul de 4 regiuni, utilizat în unele contexte administrative și statistice, și definit dup aspecte culturale, include regiunile de Vest și Est în regiunea centrală. De asemenea acesta este sitemul cel mai utilizat la televiziunea națională, în știri regionale și buletine meteo.
- Thailanda de Nord
- Thailanda de Nord-Est
- Thailanda Centrală
- Thailanda de Sud

Departamentul Thailandez de Meteorologie împarte țara în 6 regiuni pentru scopuri meteorologice. Acesta diferă de sistemul de 4 regiuni prin faptul că estul este considerat o regiune aparte, iar sudul este împărțit în două regiuni: coasta de est și de vest.
Autoritatea Turismului din Thailanda împarte țara în 5 regiuni în scopuri turistice.
- Thailanda de Nord
- Thailanda de Nord-Est
- Thailanda Centrală
- Thailanda de Est
- Thailanda de Sud

### Comparație
| Provincii | 6 regiuni (geografic) | 4 regiuni (politic) | 6 regiuni (meteorologic) | 5 regiuni (turistic) |
| --- | --------------------- | ------------------- | ------------------------ | -------------------- |
| Amnat Charoen, Buri Ram, Chaiyaphum, Kalasin, Khon Kaen, Loei, Maha Sarakham, Mukdahan, Nakhon Phanom, Nakhon Ratchasima, Nong Bua Lamphu, Nong Khai, Roi Et, Sakon Nakhon, Si Sa Ket, Surin, Ubon Ratchathani, Udon Thani, Yasothon | Nord-Est              | Nord-Est            | Nord-Est                 | Nord-Est             |
| Chiang Mai, Chiang Rai, Lampang, Lamphun, Mae Hong Son, Nan, Phayao, Phrae, Uttaradit | Nord                  | Nord                | Nord                     | Nord                 |
| Tak | Vest                  | Nord                | Nord                     | Nord                 |
| Sukhothai, Phitsanulok, Phichit, Kamphaeng Phet, Phetchabun | Centru                | Nord                | Nord                     | Nord                 |
| Nakhon Sawan, Uthai Thani | Centru                | Nord                | Centru                   | Nord                 |
| Ang Thong, Phra Nakhon Si Ayutthaya, Bangkok, Lop Buri, Nakhon Pathom, Nonthaburi, Pathum Thani, Samut Prakan, Samut Sakhon, Samut Songkhram, Saraburi, Sing Buri, Suphan Buri                                                       | Centru                | Centru              | Centru                   | Centru               |
| Nakhon Nayok | Centru                | Centru              | Est                      | Centru               |
| Chachoengsao, Chanthaburi, Chon Buri, Prachin Buri, Rayong, Sa Kaeo, Trat | Est                   | Centru              | Est                      | Est                  |
| Kanchanaburi, Phetchaburi, Ratchaburi | Vest                  | Centru              | Centru                   | Centru               |
| Prachuap Khiri Khan | Vest                  | Centru              | Sud, coasta de est       | Centru               |
| Chumphon, Nakhon Si Thammarat, Narathiwat, Pattani, Phatthalung, Songkhla, Surat Thani, Yala | Sud                   | Sud                 | Sud, coasta de est       | Sud                  |
| Krabi, Phang Nga, Phuket, Ranong, Satun, Trang | Sud                   | Sud                 | Sud, coasta de vest      | Sud                  |